# Европско првенство у атлетици на отвореном 1990 — 200 метара за жене
Трка на 200 метара у женској конкуренцији на Европском првенству у атлетици 1990. у Сплиту одржана је 29. августа и 30. августа на стадиону Пољуд.
Титулу освојену 1986. у Штутгарту, није одбранила Хајке Дрекслер из Источне Немачке.

## Земље учеснице
Учествовало је 22 такмичарке из 11 земаља. 
1. Западна Немачка (3)
2. Источна Немачка (3)
3. Италија (2)
4. Мађарска (2)
5. Пољска (1)
6. Португалија (1)
7. Совјетски Савез (2)
8. Уједињено Краљевство (3)
9. Финска (1)
10. Француска (3)
11. Шпанија (1)

## Рекорди
| Рекорди пре почетка Европског првенства 1990. | Рекорди пре почетка Европског првенства 1990. | Рекорди пре почетка Европског првенства 1990. | Рекорди пре почетка Европског првенства 1990. | Рекорди пре почетка Европског првенства 1990. | Рекорди пре почетка Европског првенства 1990. |
| --------------------------------------------- | --------------------------------------------- | --------------------------------------------- | --------------------------------------------- | --------------------------------------------- | --------------------------------------------- |
| Светски рекорд                                | Флоренс Грифит Џојнер                         | Сједињене Државе                              | 21,34                                         | Сеул, Јужна Кореја                            | 29. септембар 1988.                           |
| Европски рекорд                               | Марита Кох                                    | Источна Немачка                               | 21,71                                         | Кемниц, Источна Немачка                       | 10. јун 1979.                                 |
| Европски рекорд                               | Марита Кох                                    | Источна Немачка                               | 21,71                                         | Потсдам, Источна Немачка                      | 21. јул 1984.                                 |
| Европски рекорд                               | Хајке Дрекслер                                | Источна Немачка                               | 21,71                                         | Јена, Источна Немачка                         | 29. јун 1986.                                 |
| Европски рекорд                               | Хајке Дрекслер                                | Источна Немачка                               | 21,71                                         | Штутгарт, Западна Немачка                     | 29. август 1986.                              |
| Рекорди Европских првенстава                  | Хајке Дрекслер                                | Источна Немачка                               | 21,71                                         | Штутгарт, Западна Немачка                     | 29. август 1986.                              |
| Светски рекорд сезоне                         | Марлен Оти                                    | Јамајка                                       | 21,66                                         | Цирих, Швајцарска                             | 15. август 1990.                              |
| Европски рекорд сезоне                        | Катрин Крабе                                  | Источна Немачка                               | 22,13                                         | Лозана, Швајцарска                            | 12. јул 1990.                                 |

## Најбољи резултати у 1990. години
Најбрже атлетичарке 1990. године на 200 метара пре почетка европског првенства (26. августа 1990) заузимале су следећи пласман на европској и светској ранг листи (СРЛ).
| 1.  | Катрин Крабе      | Источна Немачка  | 22,13 | 12. јул    | 2. СРЛ  |
| 2.  | Хајке Дрекслер    | Источна Немачка  | 22,33 | 16. јул    | 4. СРЛ  |
| 2.  | Галина Малчугина  | Совјетски Савез  | 22,33 | 19. август | 4. СРЛ  |
| 4.  | Грит Бројер       | Источна Немачка  | 22,49 | 12. јул    | 7. СРЛ  |
| 5.  | Зилке Беате Кнол  | Западна Немачка  | 22,57 | 15. август | 10. СРЛ |
| 6.  | Зилке Мелер       | Источна Немачка  | 22,64 | 12. јул    | 12. СРЛ |
| 7.  | Марина Шмонина    | Совјетски Савез  | 22,82 | 09. јун    | 14. СРЛ |
| 8.  | Antonina Slyussar | Совјетски Савез  | 22,97 | 26. јул    | 18. СРЛ |
| 9.  | Diane Smith       | Велика Британија | 23,10 | 11. август | 21. СРЛ |
| 10. | Карин Јанке       | Западна Немачка  | 23,11 | 3. август  | 23. СРЛ |

Такмичарке чија су имена подебљана учествовале су на ЕП.

## Освајачи медаља
|                              |                                |                                  |
| Катрин Крабе Источна Немачка | Хајке Дрекслер Источна Немачка | Галина Малчугина Совјетски Савез |

## Резултати

### Квалификације
У квалификацијама такмичарке су биле подељене у три групе. За финале су се квалификовале прве четири из обе групе (КВ), и четири по постигнутом резултату (кв).
| Пласман | Група | Такмичарка       | Земља                | Време | Белешке |
| ------- | ----- | ---------------- | -------------------- | ----- | ------- |
| 1.      | 3     | Галина Малчугина | Совјетски Савез      | 22,56 | КВ      |
| 2.      | 3     | Сабине Гинтер    | Источна Немачка      | 22,68 | КВ      |
| 3.      | 3     | Зилке-Беате Кнол | Западна Немачка      | 22,80 | КВ      |
| 4.      | 1     | Катрин Крабе     | Источна Немачка      | 22,81 | КВ      |
| 5.      | 2     | Хајке Дрекслер   | Источна Немачка      | 22,84 | КВ      |
| 6.      | 1     | Андреа Томас     | Западна Немачка      | 23,21 | КВ      |
| 7.      | 3     | Jennifer Stoute  | Уједињено Краљевство | 23,24 | КВ      |
| 8.      | 2     | Јелена Бикова    | Совјетски Савез      | 23,38 | КВ      |
| 9.      | 3     | Фабијен Фишер    | Француска            | 23,38 | кв      |
| 10.     | 1     | Сиско Ханхијоки  | Финска               | 23,46 | КВ      |
| 11.     | 1     | Мариза Масуло    | Италија              | 23,47 | КВ      |
| 12.     | 2     | Сандра Мајерс    | Шпанија              | 23,50 | КВ      |
| 13.     | 1     | Louise Stuart    | Уједињено Краљевство | 23,54 | кв      |
| 14.     | 2     | Одил Синга       | Француска            | 23,58 | КВ      |
| 15.     | 3     | Lucrécia Jardim  | Португалија          | 23,65 | кв      |
| 16.     | 3     | Росела Тароло    | Италија              | 23,70 | кв      |
| 17.     | 1     | Maguy Nestoret   | Француска            | 23,77 |         |
| 18.     | 2     | Sallyanne Short  | Уједињено Краљевство | 23,83 |         |
| 19.     | 2     | Андреа Хаген     | Западна Немачка      | 24,01 |         |
| 20.     | 1     | Едит Молнар      | Мађарска             | 24,11 |         |
| 21.     | 3     | Ágnes Kozáry     | Мађарска             | 24,18 |         |
| 22.     | 2     | Joanna Smolarek  | Пољска               | 24,51 |         |

### Полуфинале
У полуфиналу такмичарке су биле подељене у две групе. За финале су се квалификовале прве четири из обе групе (КВ).
| Пласман | Група | Такмичарка       | Земља                | Време | Белешке |
| ------- | ----- | ---------------- | -------------------- | ----- | ------- |
| 1.      | 1     | Катрин Крабе     | Источна Немачка      | 22,46 | КВ      |
| 2.      | 2     | Хајке Дрекслер   | Источна Немачка      | 22,57 | КВ      |
| 3.      | 1     | Зилке-Беате Кнол | Западна Немачка      | 22,60 | КВ      |
| 4.      | 1     | Галина Малчугина | Совјетски Савез      | 22,62 | КВ      |
| 5.      | 2     | Јелена Бикова    | Совјетски Савез      | 22,67 | КВ      |
| 6.      | 1     | Сандра Мајерс    | Шпанија              | 22,69 | КВ      |
| 7.      | 2     | Сабине Гинтер    | Источна Немачка      | 22,75 | КВ      |
| 8.      | 2     | Андеа Томас      | Западна Немачка      | 23,05 | КВ      |
| 9.      | 2     | Одил Синга       | Француска            | 23,23 |         |
| 10.     | 2     | Jennifer Stoute  | Уједињено Краљевство | 23,23 |         |
| 11.     | 1     | Фабијен Фишер    | Француска            | 23,39 |         |
| 12.     | 1     | Сиско Ханхијоки  | Финска               | 23,42 |         |
| 13.     | 1     | Louise Stuart    | Уједињено Краљевство | 23,54 |         |
| 14.     | 2     | Росела Тароло    | Италија              | 23,56 |         |
| 15.     | 2     | Lucrécia Jardim  | Португалија          | 23,58 |         |
| 16.     | 1     | Мариза Масуло    | Италија              | 23,62 |         |

### Финале
| Пласман | Такмичарка       | Земља           | Време | Белешке |
| ------- | ---------------- | --------------- | ----- | ------- |
|         | Катрин Крабе     | Источна Немачка | 21,95 |         |
|         | Хајке Дрекслер   | Источна Немачка | 22,19 |         |
|         | Галина Малчугина | Совјетски Савез | 22,23 |         |
| 4.      | Сандра Мајерс    | Шпанија         | 22,38 | НР      |
| 5.      | Зилке-Беате Кнол | Западна Немачка | 22,40 |         |
| 6.      | Јелена Бикова    | Совјетски Савез | 22,49 |         |
| 7.      | Сабине Гинтер    | Источна Немачка | 22,51 |         |
| 8.      | Андреа Томас     | Западна Немачка | 23,01 |         |